# علي بن محمد الرباعي
علي بن محمد الرباعي كاتب وباحث سعودي، ولد في مدينة الباحة في السعودية عام 1965، وهو كاتب في صحيفة "عكاظ"، ويكتب في عدد من الصحف والمواقع الإلكترونية المعروفة، وله العديد من الإصدارات الأدبية والفكرية التي تتناول قضايا المجتمع في المملكة العربية السعودية من بينها: (صراع التيارات في السعودية)، و(الصحوة في ميزان الإسلام: وعاظ يحكمون عقول السعوديين).

## التعليم
حاصل على درجة الدكتوراة في الفقه والقانون من جامعة الزيتونة.

## العمل
- مدرس للعلوم الشرعية في معهد الباحة العلمي.
- مدير مكتب صحيفة «عكاظ» في الباحة.[5]
- عين في أغسطس 2023م مستشاراً للشؤون الثقافية في صحيفة عكاظ.[6]

## مؤلفات
- (لا يلتفت منكم أحد!) ديوان شعر صدر عام 2007.[7]
- (هس) قصص صدرت عام 2008.[8]
- (الصحوة في ميزان الإسلام - وعّاظ يحكمون عقول السعوديين) صدر عام 2010.[9]
- (الثوار الجدد في السعودية) صدر عام 2010. وتناول فيه الرباعي أبرز التحولات في المجتمع السعودي وانعكاس الأوضاع الثقافية على وعي المثقف، وتنامي ظاهرة التراجع في الأفكار التقليدية، وكذلك رفض التماهي مع الموروث الملوث بدعاوى قبلية وأعراف اجتماعية.[10]
- (هل السعوديون أعداء الدين؟) صدر عام 2011. ويتحدث المؤلف في الكتاب عن إشكالية العلاقة التي تجمع الدين كنص، وبين الخطاب الإسلامي المعاصر.[11]
- (صراع التيارات في السعودية) صدر عام 2013.[12]
- (القرآن ليس دستوراً) صدر عام 2014. ويحاول المؤلف فيه تعديل السلوك الفكري لما درج عليه بعض المنظرين المعاصرين ببناء أفكار مؤدلجة تحت شعار «القرآن دستورنا» لتحقيق أهداف سياسية تتناقض مع القيمة المعنوية الكبيرة للقرآن بوصفه منهج حياة غير قابل للمزايدات.[13]
  - وطن متجدد. أدبي الباحة 2018.
  - حدثتني سُعدى عن رفعة قالت. أدبي الطائف 2019.
  - حدثني أبي. أدبي الباحة 2021.
  - الوطن سادس الضرورات الخمس. أدبي أبها 2022.
  - أديان ضد الإنسان: فصول من تشويه الرسالات. 2022.